# Zvonimir Serdarušić
Zvonimir Serdarušić (ur. 2 września 1950 w Mostarze) – jugosłowiański piłkarz ręczny, wielokrotny reprezentant Jugosławii, grał jako obrotowy. Od 2015 do 2018 trener francuskiej drużyny Paris Saint-Germain Handball.
W 1974 zdobył brązowy medal mistrzostw świata. W 1984 zakończył karierę sportową.
Od 1998 ma także niemieckie obywatelstwo.

## Sukcesy

### trenerskie
- Mistrzostwa Niemiec:
  -  1994, 1995, 1996, 1998, 1999, 2000, 2002, 2005, 2006, 2007, 2008
- Puchar Niemiec:
  -  1998, 1999, 2000, 2007, 2008
- Puchar EHF:
  -  1998, 2002, 2004
- Liga Mistrzów:
  -  2007
  -  2000, 2008
  -  2016
- Puchar Słowenii:
  -  2010

## Wyróżnienia
- 1996, 1999, 2005: Trener roku w Bundeslidze